# Rainer Storb
Rainer F. Storb (* 26. Juni 1935 in Essen) ist ein deutsch-amerikanischer Hämatologe und Onkologe am Fred Hutchinson Cancer Research Center in Seattle. Storb machte sich um die Einführung der Knochenmarkstransplantation verdient, mit grundlegenden experimentellen Arbeiten, mit translationeller Forschung und mit großen klinischen Studien. Er führte die Behandlung mit Immunsuppressiva zur Kontrolle von Graft-versus-Host-Reaktionen ein.

## Leben und Wirken
Storb studierte von 1955 bis 1960 in München und Freiburg Medizin.1957 wurde er Mitglied des Corps Franconia München. Er promovierte 1960 mit der Arbeit Über den Formwandel der kleinen Lungenarterien des Menschen nach der Geburt zum Dr. med. Nach zwei Jahren Zeit als Assistenzarzt in München und Essen ging er mit Unterstützung des Wissenschaftsprogramms der NATO zu Jean Bernard an das Hôpital Saint-Louis und zu Marcel Bessis an das Centre national de transfusion sanguine (heute Établissement français du sang) am Hôpital Saint-Antoine, beide in Paris. Mit einem Fulbright-Stipendium ging Storb anschließend zu Robert Epstein und dem späteren Nobelpreisträger E. Donnall Thomas nach Seattle. 1970 erhielt Storb eine erste Professur (Assistant Professor) an der University of Washington School of Medicine, 1973 wurde er Associate Professor, 1977 erhielt er eine Ordentliche Professur für Onkologie. 1975 gehörte er zu den Gründern des Fred Hutchinson Cancer Research Center.
Storb war am Fred Hutchinson Cancer Research Center Leiter der Abteilung für Transplantationsbiologie. Hier begleitete er alle Schritte der Entwicklung der Methode der Knochenmarkstransplantation, ihre Entwicklung zur standardisierten Stammzelltransplantation, die Erforschung der Haupthistokompatibilität und der Graft-versus-Host-Reaktion, die Verbesserung der Vorbereitung (Konditionierung) und der Immunsuppression zur Nachbehandlung. Weitere Arbeiten befassten sich mit der sogenannten Minitransplantation mit Verzicht auf eine vorangehende vollständige Myeloablation, womit die Stammzelltransplantation auch älteren Patienten oder solchen mit Vorschädigung anderer Organe zugänglich wurde und zur Heilung der Zugrundeliegenden Krebserkrankung einen Graft-versus-Tumor-Effekt nutzt.
Storb gehört zu den meistzitierten Onkologen. Er ist verheiratet und hat einen Sohn.

## Auszeichnungen
- 1987 Dr. Josef Steiner Krebsforschungspreis[3]
- 1989 Carus-Preis der Leopoldina[4]
- 1990 Meyenburg-Preis[5]
- 1997 Henry M. Stratton Medal[6]
- 2003 Ehrenmitglied der Deutschen Gesellschaft für Hämatologie und Medizinische Onkologie[7]
- 2005 E. Donnall Thomas Prize der American Society of Hematology
- 2009: Mechtild-Harf-Wissenschaftspreis der Deutschen Knochenmarkspenderdatei DKMS[8]
- 2014 Fellow der American Association for the Advancement of Science[9]